# برج آرامگاه بابا محمود

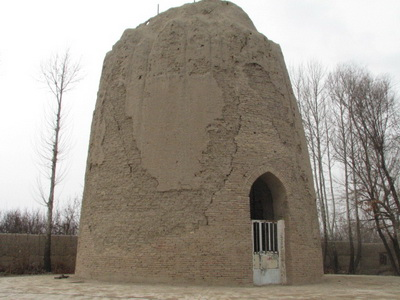
برج مقبره بابا محمود

برج مقبره بابا محمود یکی از مقابر منحصر به فرد استان تهران است که در بخش مرکزی شهریار، محله قصطانک شهر وحیدیه قراردارد.
برج مقبره بابامحمود بنائی است که یکپارچه از خشتهائی به ابعاد ۲۶*۲۶*۶ برآمده و شکل هندسی آن استوانة مایل به مخروطی است که قطر خارجی قاعده آن ۵/۱۰متر است و هرچه بالاتر میرود از قطر آن کاسته می‌شود. بنا فاقد پوشش است، و پیدا نیست از چه تاریخی پوشش آن فرو ریخته. بنای مدور برج مقبره با ارتفاع بیش از ۱۵ متر از سطح زمین با مصالح خشت و گل ساخته شده‌است . در داخل بنا محرابی به سمت قبله ساخته شده که از سطح زمین حدود ۵/۱ متر ارتفاع دارد .
این بنادر دورۀ سلجوقی ساخته شده‌است شماره ثبت میراث فرهنگی و گردشگری 25375مورخ 87/12/18 .

## نگارخانه

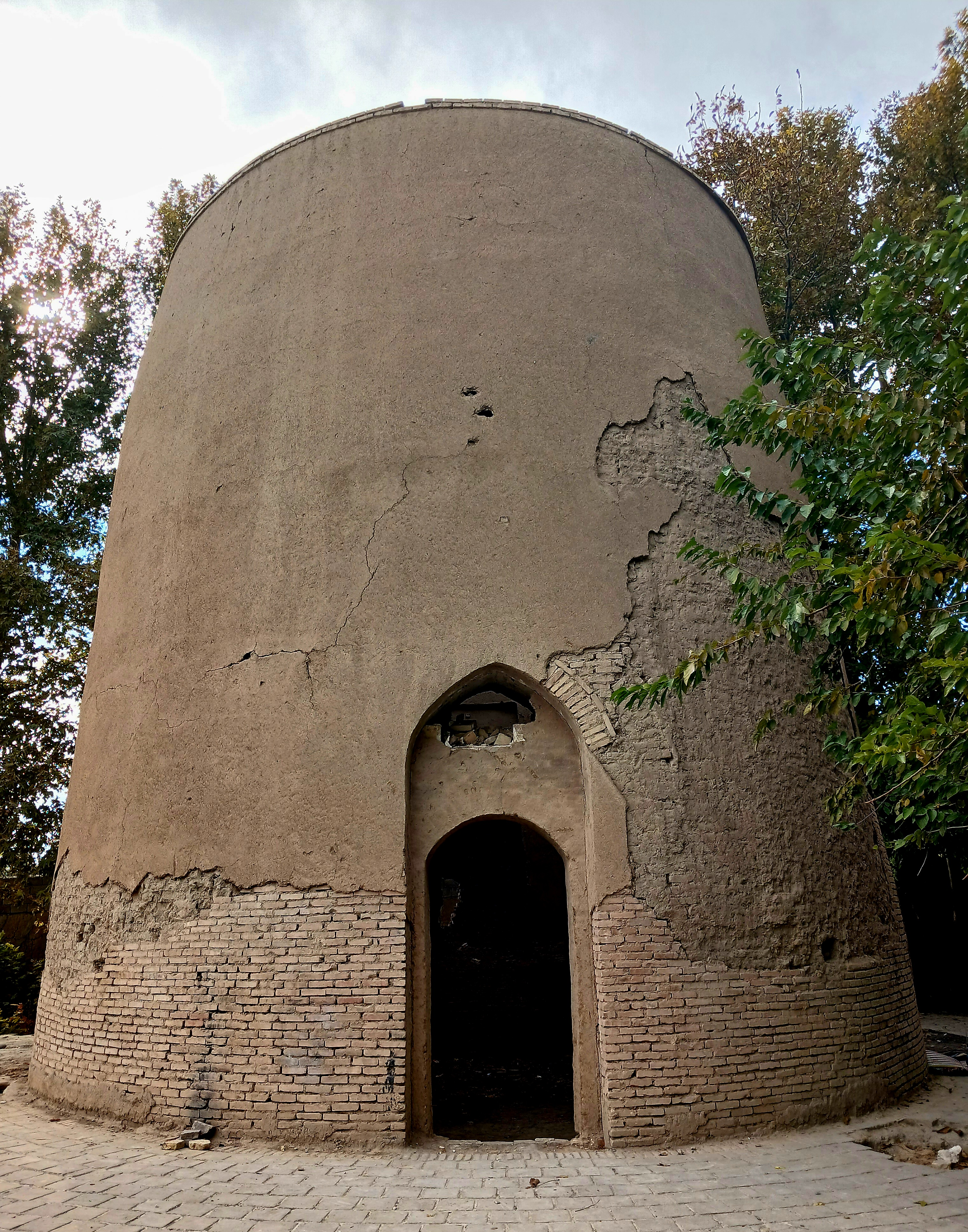
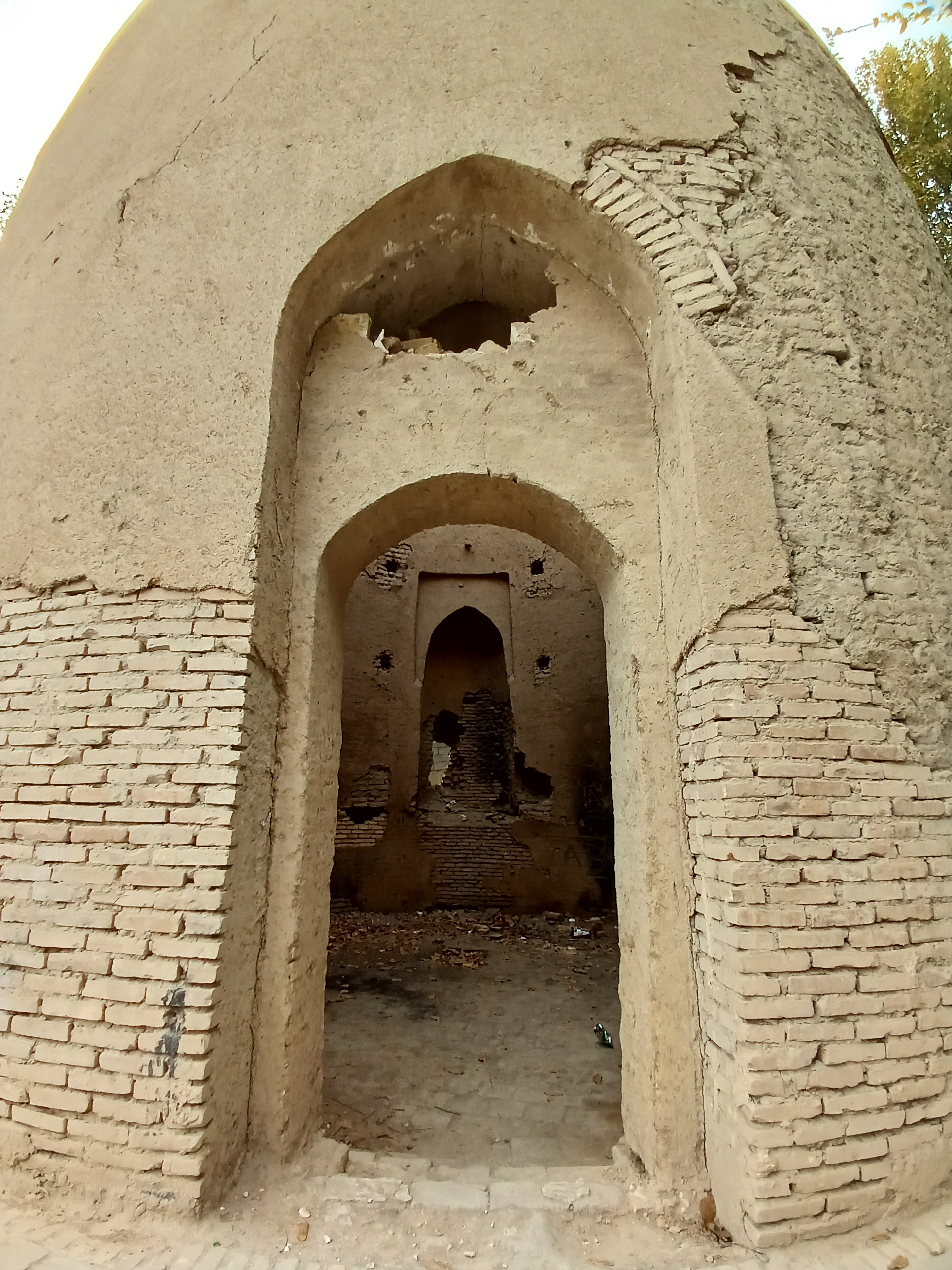
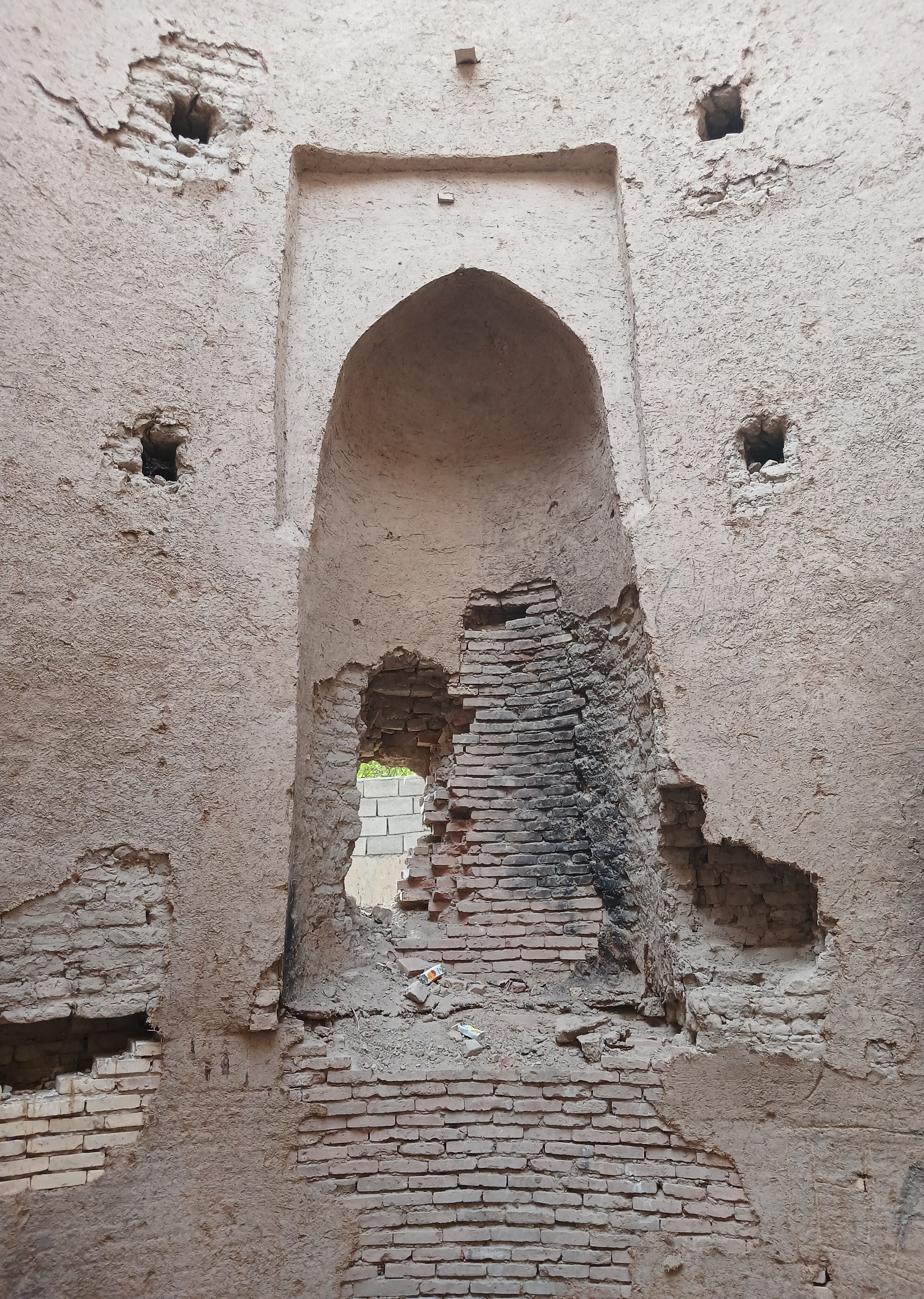
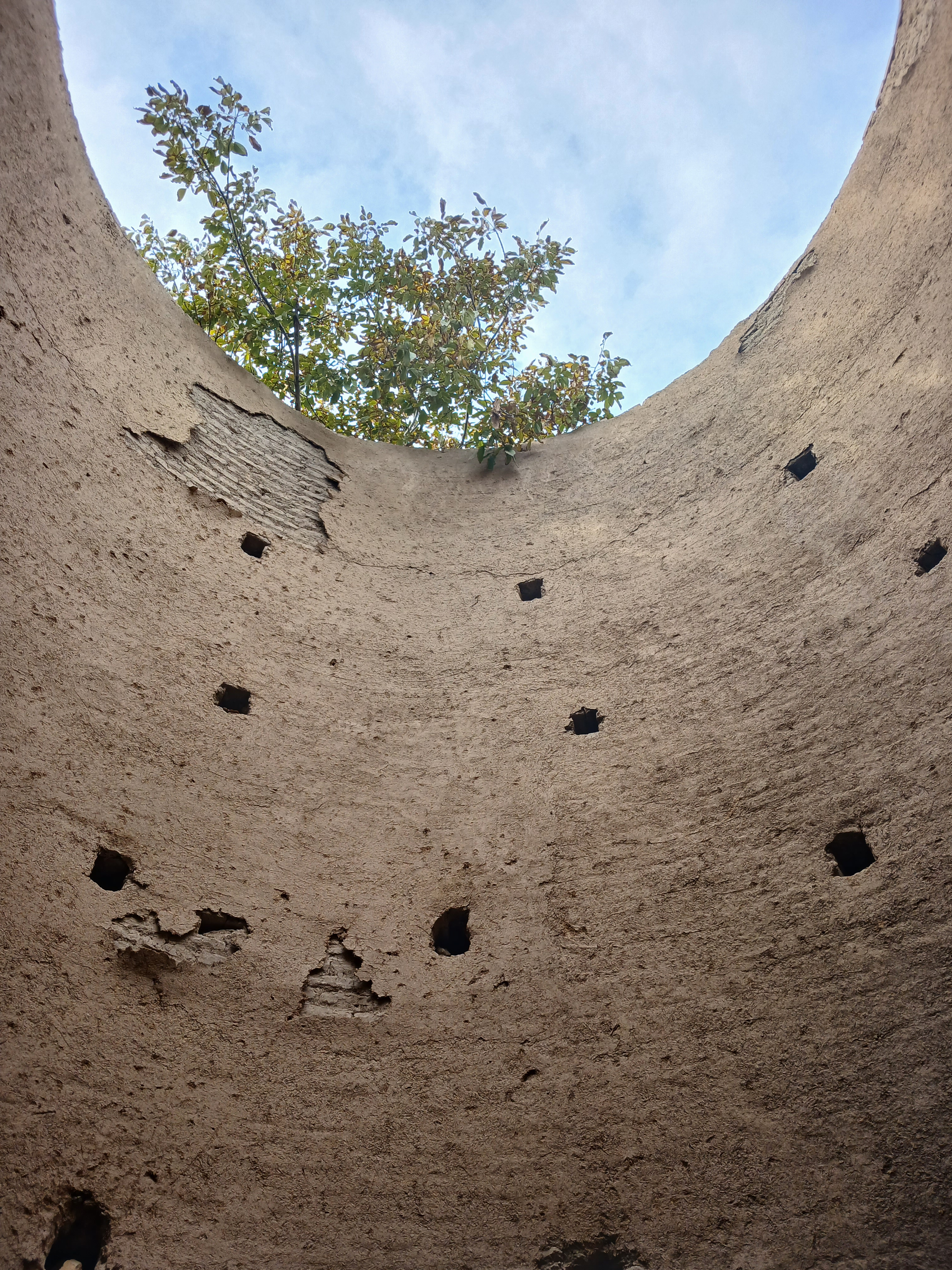
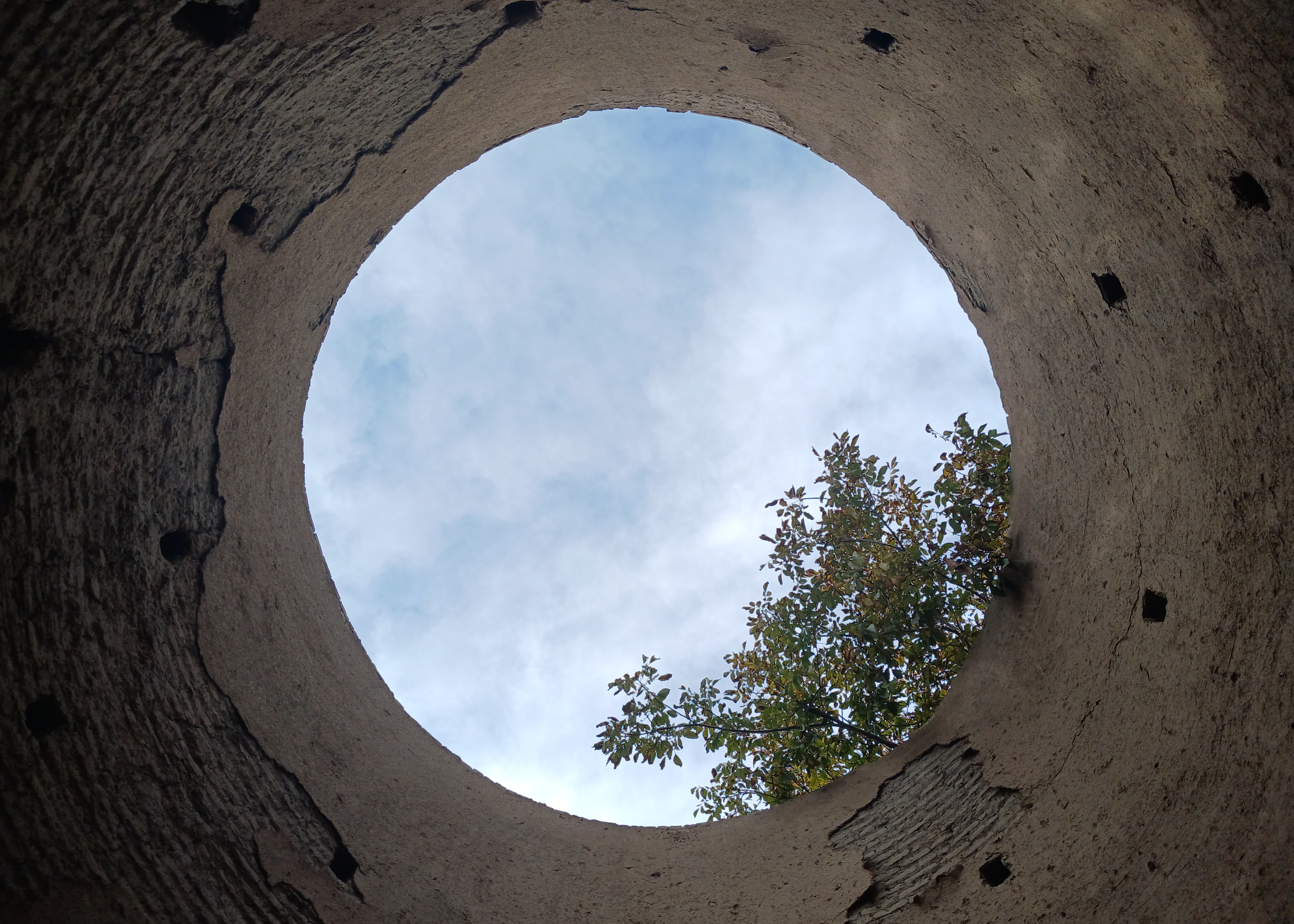